# لایکا آر۸-آر۹

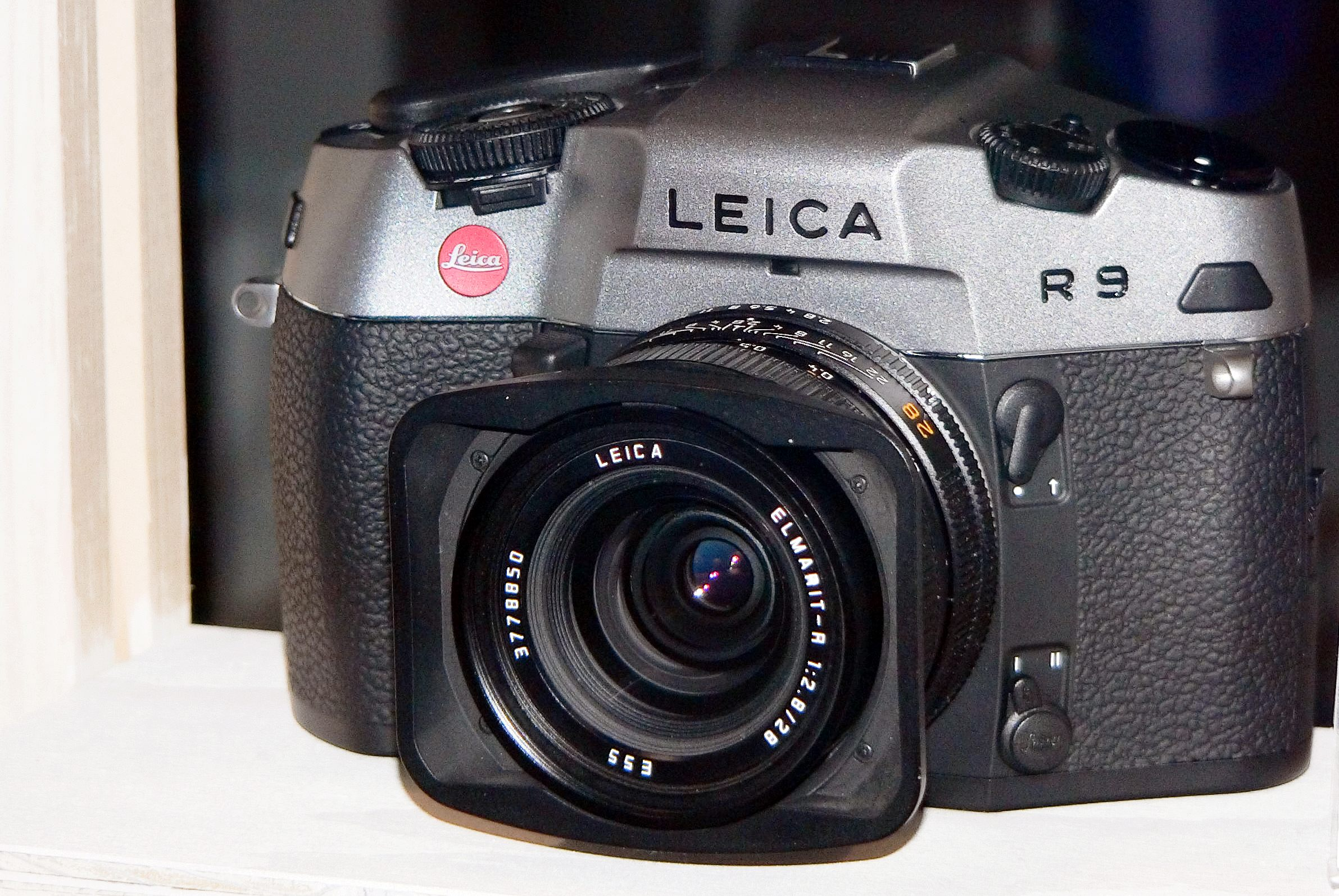
لایکا آر۸-آر۹

لایکا آر۸-آر۹ (به انگلیسی: Leica R8-R9) یک دوربین عکاسی ساخت شرکت لایکا است.